# 政治学刊
《政治学刊》（The Journal of Politics）是一份1968年起发行的同行评审学术期刊，由芝加哥大学出版社为南部政治学会出版。该期刊每年出版4次，内容涵盖政治学各研究领域。据2015年发布的期刊引证报告指，《政治学期刊》的影响因子为1.840，在163份政治科学类的期刊排名第24位。

## 资料来源
1. ↑  . . Web of Science Social Sciences. Thomson Reuters. 2016.

## 外部连结
- 官方网站